# Campanulidi
Campanulidi o Euasteridi II nella classificazione filogenetica indica un clade, ovvero un gruppo monofiletico, di piante spermatofite dicotiledoni appartenenti alla divisione botanica delle Angiosperme; è uno dei due cladi in cui viene suddiviso il gruppo delle Asteridi.

## Etimologia
Il termine Campanulidi deriva dal nome del "genere tipo Campanula L., 1753 della famiglia (Campanulaceae (ordine Asterales). L'etimologia deriva dalla forma a campana della maggior parte dei suoi fiori; in particolare il vocabolo deriva dal latino e significa: piccola campana.
Il nome scientifico del clade, chiamato anche Campanulidae, è stato definito dai botanici contemporanei M. J. Donoghue e P. D. Cantino in una pubblicazione del 2007.

## Descrizione

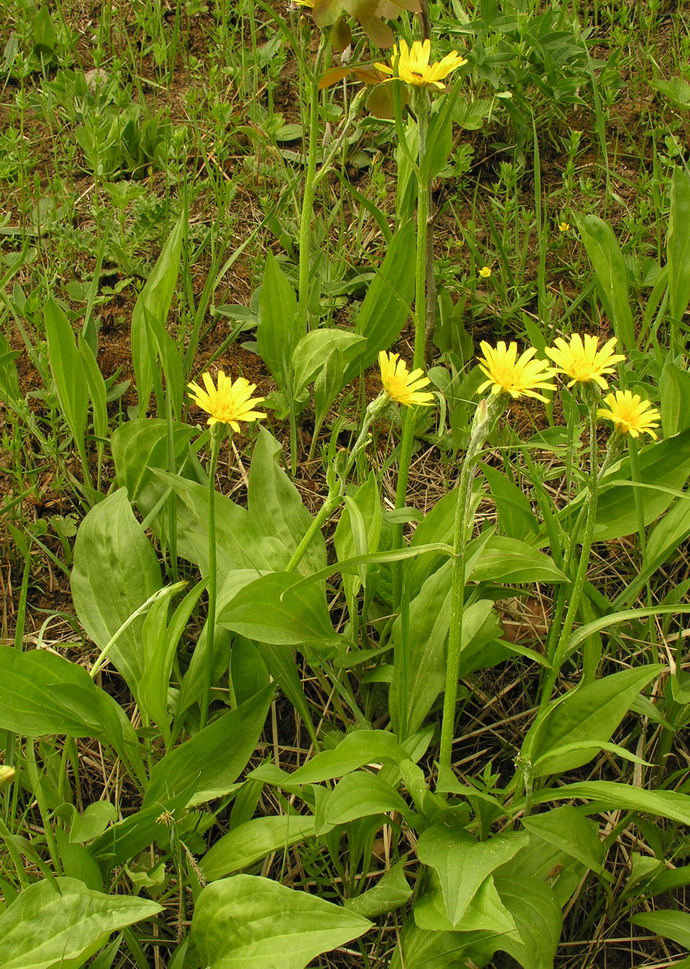
Il portamento
Scorzonera humilis (Asterales)

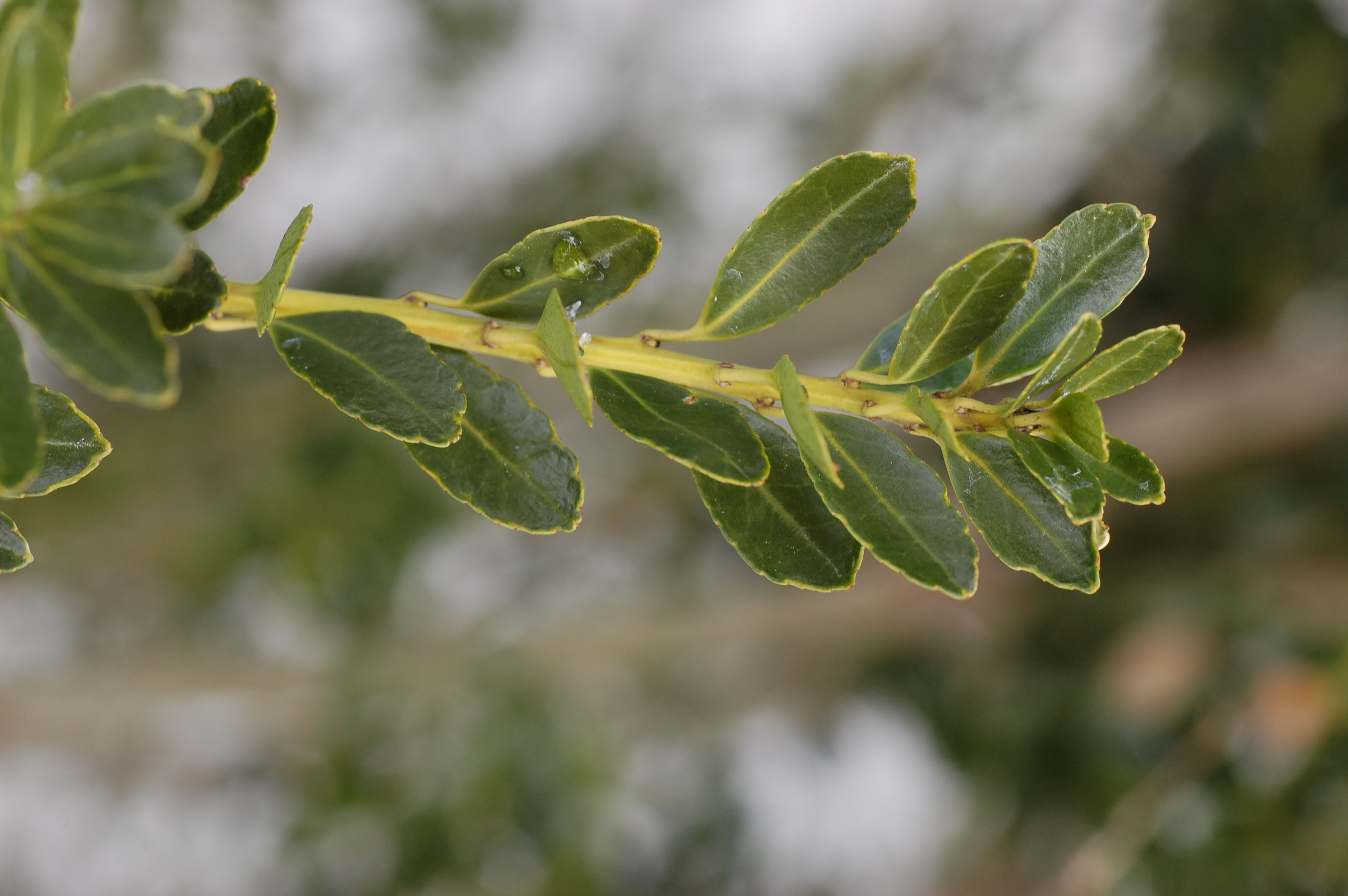
Le foglie
Ilex yunnanensis (Aquifoliales)

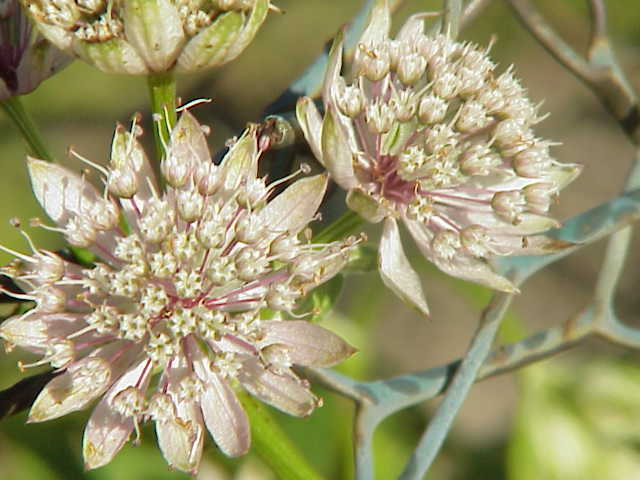
Infiorescenza
Astrantia major (Apiales)

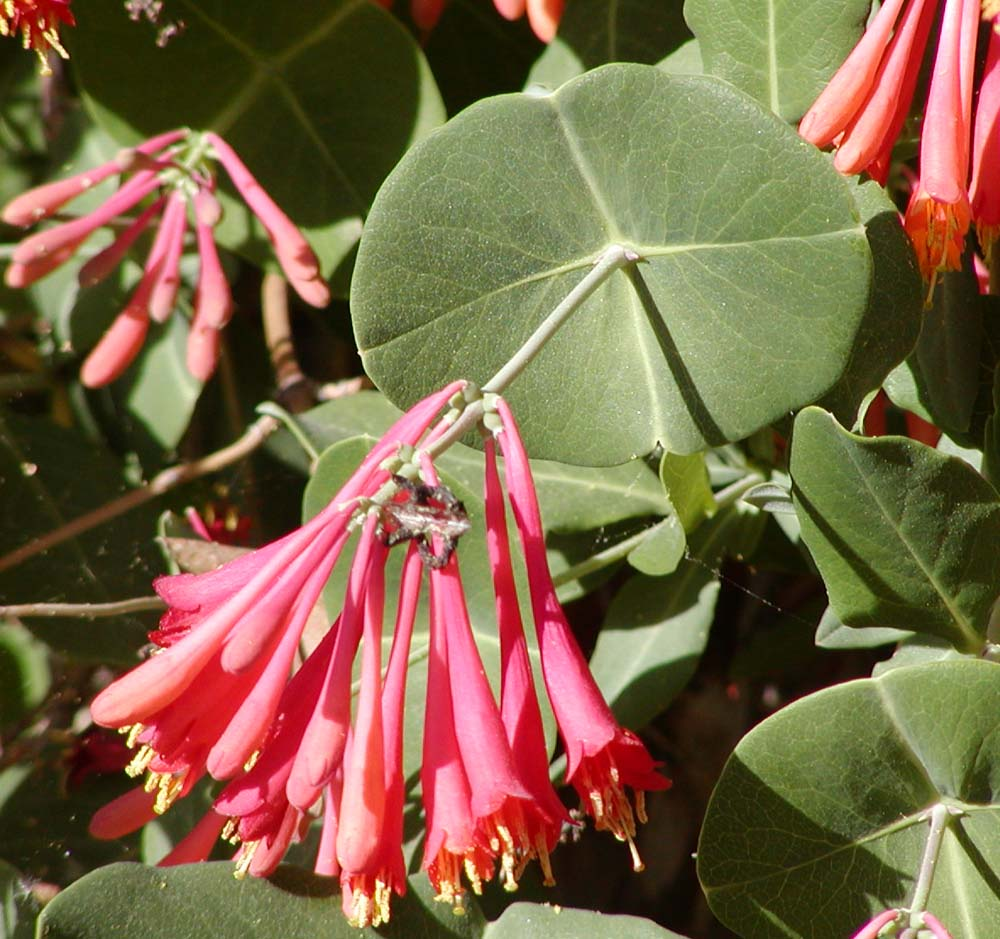
I fiori
Lonicera sempervirens (Dipsacales)

- Portamento. Le specie di questo clade sono per lo più erbe annuali o perenni; sono presenti comunque anche portamenti arbustivi e arborei. Sono presenti anche strutture a liana. Diverse famiglie di questo gruppo contengono inulina.[4][5][6][7][8]
- Foglie. Le foglie lungo il caule in maggioranza sono disposte in modo alterno (opposte in Dipsacales) e sono prive di stipole o con stipole molto piccole. Possono essere picciolate oppure sessili. La lamina è intera (semplice) oppure lobato-pennata (composta) con margini sia interi che dentato-seghettati. In alcune specie sono presenti delle nervature palmate.
- Infiorescenze. Le infiorescenze possono essere sia solitarie (scapose) che formate con molti fiori aggregati variamente, sia in posizione ascellare che terminale (infiorescenze cimose). Spesso formano dei capolini protetti da diverse brattee (formanti un involucro) al cui interno un ricettacolo fa da base ai fiori di due tipi: quelli esterni ligulati e quelli interni tubulosi (Asteraceae).  Nel gruppo Apiales l'infiorescenza acquista una struttura tipica chiamata "ombrella"; un'ombrella è un raggruppamento di fiori, in cui ciascun gambo del singolo fiore cresce a partire dallo stesso punto alla sommità dello stelo.
- Fiori. I fiori sono normalmente ermafroditi e tetraciclici (con i quattro verticilli fondamentali delle Angiosperme: calice – corolla – androceo – gineceo); nella maggioranza dei casi sono inoltre pentameri (ogni verticillo ha cinque elementi). La variazione del numero degli organi per verticillo è un carattere tassonomico utile a distinguere una famiglia dall'altra. La simmetria dei fiori può essere actinomorfa (fiori tubulosi) o zigomorfa (fiori ligulati). Inoltre i fiori ligulati possono presentarsi in modo bilabiato. Alcune famiglia (Campanulaceae e Stylidiaceae) presentano il carattere della resupinazione.
- Alcune formule fiorali:
  - Famiglia Asteraceae (Asterales):

X/*, K (involucro), [C (5), A (5)], G (2), (supero), achenio
- Famiglia Apiaceae (Apiales):

*, K 5, C (5), A 5, G (2 - 5), (supero), drupa/schizocarpo
- Famiglia Campanulaceae (Asterales):

X/*, [K (5), C (5), A (5)], G (2 - 5), (supero), capsula/bacca
- Calice: i sepali del calice normalmente sono fusi insieme oppure in Asteraceae sono ridotti ad una coroncina di squame e sono sostituiti da un pappo di struttura variabile con la funzione di agevolare la dispersione dei semi.

- Corolla: i petali della corolla sono liberi altrimenti sono fusi almeno alla base.

- Androceo: l'androceo normalmente è isomero con il calice e la corolla, e gli stami sono disposti in modo alternato ai petali. Solamente nella famiglia Stylidiaceae il numero degli stami è limitato a due o tre e formano con il gineceo un gimnostemio. Altrimenti gli stami possono essere inseriti nella corolla oppure no. Le antere sono tetrasporangiate, basifisse e normalmente introrse. Nelle Asteraceae le antere formano un manicotto circondante lo stilo. Il polline è per lo più tricolporato, ma sono presenti pollini colpati o porati con diverse numeri di aperture.

- Gineceo: l'ovario normalmente è supero (o semi infero o infero come nei gruppi Dipsacales e Apiales) con uno o più loculi derivato da due carpelli sincarpici; in altre famiglie (Aquifoliaceae) i carpelli sono quattro. Gli ovuli normalmente sono anatropi con endosperma (in alcune specie lo sviluppo dell'endosperma è cellulare). Lo stilo è singolo con uno o due stigmi.

- Frutti. I frutti sono delle capsule o acheni, raramente delle bacche o drupe. In alcune famiglie (Asteraceae) è presente un pappo. I semi contengono due cotiledoni. In Aquifoliales le drupe hanno un voluminoso endosperma. In Apiales il frutto è uno schizocarpo.

## Biologia
- Impollinazione: l'impollinazione avviene tramite insetti (impollinazione entomogama) tipo ditteri e imenotteri, ossia api, vespe, farfalle, falene, mosche, coleotteri e anche uccelli.[9] Spesso i colori brillanti della corolla ma anche le brattee colorate collaborano al richiamo degli impollinatori.[6][10]
- Riproduzione: la fecondazione avviene fondamentalmente tramite l'impollinazione dei fiori (vedi sopra).
- Dispersione: i semi cadendo a terra (dopo essere stati trasportati per alcuni metri dal vento – disseminazione anemocora) sono successivamente dispersi soprattutto da insetti tipo formiche (disseminazione mirmecoria).[11] In alcuni casi la dispersione è fatta per opera di uccelli, in altri casi la dispersione è attuata da animali, specialmente nelle specie con drupe a mesocarpo carnoso. In altri casi la dispersione dei semi si è adattata agli ambienti acquatici (disseminazione idrocora).

## Tassonomia
Solamente in questi ultimi anni, per merito delle analisi di tipo filogenetico del DNA (soprattutto quello del plastidio), la tassonomia del gruppo del clade Campanulidi è stata completata fin nei minimi particolari.
In precedenti classificazioni, come quella del Cronquist (1980), la maggior parte delle specie del clade Campanulidi erano descritte all'interno della sottoclasse Asteridae (classe Magnoliopsida - dicotiledoni). Prima ancora (1900) nella classificazione di Wettstein erano inserite nella sottoclasse Sympetalae (classe Dicotyledoni).

### Filogenesi
Il clade Campanulidi insieme al clade Lamiidi (indicati globalmente come Asteridi) rappresentano le fasi finali dell'evoluzione delle angiosperme. In genere le asteride hanno fiori con stami epipetali e in numero uguale (o inferiore) ai lobi della corolla; il gineceo è formato da due carpelli connati. Il Campanulidi è caratterizzato soprattutto da una simpetalia precoce (il tubo corollino viene formato prima del lembo corollino).
Gli ordini del clade Campaulidi in dettaglio.
- Apiales: le specie di questo ordine contengono oli eterei all'interno di canali secretori schizogenici (manca l'acido ellagico); le foglie sono a disposizione alterna con nervature palmate; i fiori sono piccoli e a simmetria radiale. Sinapomorfie (relative alla famiglia Apiaceae): (1) come carboidrato di riserva contengono "umbelliferoso" (un trisaccaride); (2) sono presenti le stipole; (3) le infiorescenze sono a ombrella; (4) ovario infero; (5) gli stili alla base sono rigonfi (stilopodio) e contengono una struttura nettarifera; (6) il frutto è uno schizocarpo. All'interno del clade l'ordine Apiales occupa una posizione vicina al "core" del gruppo di questa voce (forma un "gruppo fratello" con gli ordini Dipsacales e Paracryphiales).
- Aquifoliales: i caratteri principali delle specie dell'ordine sono il portamento arbustivo (o alberi) con ritidoma (la parte più esterna della corteccia) più o meno liscio, le foglie sono alterne e spiralate semplici, i fiori sono unisessuali attinomorfi (piante dioiche), numero di petali e stami da 4 a 6 connati, stigma capitato, discoidale e frutto a drupa colorata. Sinapomorfie (relative alla famiglia Aquifoliaceae): (1) stilo molto corto o assente, (2) drupa con una zona stigmatica cospicua. Da un punto di vista filogenetico Aquifoliales è in posizione "basale" rispetto al clade Campanulidi, e quindi è il "gruppo fratello" al resto del gruppo tassonomico.
- Asterales: le Asterales si collocano nel nucleo centrale del clade Campanulidi, all'interno del grande clade Asteridi. Con Asteridi, le Asterales condividono la presenza di un solo tegumento (strato esterno protettivo che racchiude lo sporangio di un ovulo), dall'ovulo tenuinucellato (con la nocella ridotta), dai fiori simpetali con un numero di stami pari a quello dei lobi della corolla, oltre a numerosi caratteri del DNA plastidiale. L'ordine è ben supportato (è un clade monofiletico) da tutte le principali analisi filogenetiche molecolari. I caratteri che confermano la monofilia sono:[6]
  - la presenza di riserve di carboidrati (oligosaccaride inulina);
  - la presenza di acido ellagico;
  - il tipo di impollinazione con meccanismo "a pistone" (impollinazione secondaria) [Quest'ultimo carattere è anche una sinapomorfia per l'ordine].

- Bruniales: è un piccolo ordine composto da due famiglie Bruniaceae e Columelliaceae; formano un "gruppo fratello" in posizione centrale nel clade Campanulidi.
- Dipsacales: la monofilia di questo gruppo (formato da due grandi famiglie) è confermata dalla presenza di foglie disposte in modo opposto, nello sviluppo di un endosperma cellulare e naturalmente dalle analisi filogenetiche delle sequenze nucleotidiche. Sinapomorfie (relative alla famiglia Caprifoliaceae): (1) i fiori sono zigomorfi, (2) i granuli pollinici sono grandi ed echinati, (3) lo stilo è allungato con stigma capitato. Con l'ordine Paracryphiales forma un "gruppo fratello" e insieme rappresentano il "core" del clade Campanulidi.
- Escalloniales: questo piccolo ordine (una sola famiglia) è in posizione politomica con Asterales. In precedenza comprendeva altre tre famiglie monogeneriche (Eremosynaceae, Tribelaceae e Polyosmaceae) le cui specie sono ora tutte descritte all'interno delle Escalloniaceae.[13]
- Paracryphiales: questo ordine, che contiene una sola famiglia con tre generi di arbusti e alberi legnosi, con l'ordine Dipsacales forma un "gruppo fratello" e insieme rappresentano il "core" del clade Campanulidi.

Il seguente cladogramma mostra l'attuale conoscenza filogenetica del clade Campanulidi.
|  | Apiales                                                       |
|  |                                                               |
|  | \| \| Dipsacales \| \| \| \| \| \| Paracryphiales \| \| \| \| |
|  |                                                               |
|  | Dipsacales                                                    |
|  |                                                               |
|  | Paracryphiales                                                |
|  |                                                               |

|  | Dipsacales     |
|  |                |
|  | Paracryphiales |
|  |                |

|  | Apiales                                                       |
|  |                                                               |
|  | \| \| Dipsacales \| \| \| \| \| \| Paracryphiales \| \| \| \| |
|  |                                                               |
|  | Dipsacales                                                    |
|  |                                                               |
|  | Paracryphiales                                                |
|  |                                                               |

|  | Dipsacales     |
|  |                |
|  | Paracryphiales |
|  |                |

|  | Apiales                                                       |
|  |                                                               |
|  | \| \| Dipsacales \| \| \| \| \| \| Paracryphiales \| \| \| \| |
|  |                                                               |
|  | Dipsacales                                                    |
|  |                                                               |
|  | Paracryphiales                                                |
|  |                                                               |

|  | Dipsacales     |
|  |                |
|  | Paracryphiales |
|  |                |

|  | Apiales                                                       |
|  |                                                               |
|  | \| \| Dipsacales \| \| \| \| \| \| Paracryphiales \| \| \| \| |
|  |                                                               |
|  | Dipsacales                                                    |
|  |                                                               |
|  | Paracryphiales                                                |
|  |                                                               |

|  | Dipsacales     |
|  |                |
|  | Paracryphiales |
|  |                |

|  | Apiales                                                       |
|  |                                                               |
|  | \| \| Dipsacales \| \| \| \| \| \| Paracryphiales \| \| \| \| |
|  |                                                               |
|  | Dipsacales                                                    |
|  |                                                               |
|  | Paracryphiales                                                |
|  |                                                               |

|  | Dipsacales     |
|  |                |
|  | Paracryphiales |
|  |                |

|  | Apiales                                                       |
|  |                                                               |
|  | \| \| Dipsacales \| \| \| \| \| \| Paracryphiales \| \| \| \| |
|  |                                                               |
|  | Dipsacales                                                    |
|  |                                                               |
|  | Paracryphiales                                                |
|  |                                                               |

|  | Dipsacales     |
|  |                |
|  | Paracryphiales |
|  |                |

|  | Apiales                                                       |
|  |                                                               |
|  | \| \| Dipsacales \| \| \| \| \| \| Paracryphiales \| \| \| \| |
|  |                                                               |
|  | Dipsacales                                                    |
|  |                                                               |
|  | Paracryphiales                                                |
|  |                                                               |

|  | Dipsacales     |
|  |                |
|  | Paracryphiales |
|  |                |

|  | Apiales                                                       |
|  |                                                               |
|  | \| \| Dipsacales \| \| \| \| \| \| Paracryphiales \| \| \| \| |
|  |                                                               |
|  | Dipsacales                                                    |
|  |                                                               |
|  | Paracryphiales                                                |
|  |                                                               |

|  | Dipsacales     |
|  |                |
|  | Paracryphiales |
|  |                |

### Composizione del clade
Il clade Campanulidi si compone di 7 ordini, 29 famiglie, 2 291 generi e 33 216 specie (le quantità sono indicative):
| Ordine                                | Famiglie                                            | Generi | Specie | Distribuzione prevalente | Foto                  |
| ------------------------------------- | --------------------------------------------------- | ------ | ------ | --- | --------------------- |
| Apiales Nakai, 1930                   | 7                                                   | 500    | 5 138  | Apiaceae: per lo più emisfero settentrionale temperato; le altre famiglie: zone tropicali e subtropicali | Daucus carota         |
| Aquifoliales Senf., 1856              | 5                                                   | 6      | 509    | Irregolarmente cosmopolita | Ilex aquifolium       |
| Asterales Lindl., 1833                | 11                                                  | 1 720  | 26 300 | A parte le tre famiglie cosmopolite Campanulaceae, Asteraceae e Menyanthaceae che hanno centri di diversità nell'Africa meridionale, nel Sud America (zone andine), ma anche in Eurasia (tra il Mediterraneo e l'Himalaya), tutte le altre famiglie dell'ordine sono concentrate soprattutto nell'emisfero meridionale (soprattutto in Australia). | Calendula arvensis    |
| Bruniales Dumort., 1829               | 2                                                   | 14     | 97     | Africa e Ande | Berzelia abrotanoides |
| Dipsacales Juss., 1820                | 2                                                   | 41     | 1 055  | Emisfero settentrionale temperato | Lonicera japonica     |
| Escalloniales Link                    | Una famiglia: Escalloniaceae R.Br. ex Dumort., 1829 | 7      | 90     | Soprattutto emisfero meridionale | Escallonia rubra      |
| Paracryphiales Takht. ex Reveal, 1992 | Una famiglia: Paracryphiaceae Airy Shaw, 1965       | 3      | 27     | Nuova Caledonia | Quintinia sieberi     |

### Famiglie
Elenco delle famiglie per ordine.  La dicitura "nom. cons." indica un nome che deve essere conservato, ossia nella denominazione scientifica non può essere modificato.
Apiales
- Apiaceae Lindl., 1836 (= Umbelliferae Juss., nom. cons.)
- Araliaceae Juss., 1789
- Griseliniaceae Takht., 1987
- Myodocarpaceae Doweld, 2001
- Pennantiaceae J.Agardh, 1858
- Pittosporaceae R.Br., 1814
- Torricelliaceae Hu, 1934

Aquifoliales
- Aquifoliaceae Bercht. & J.Presl, 1825
- Cardiopteridaceae Blume, 1847
- Helwingiaceae Decne., 1836
- Phyllonomaceae Small, 1905
- Stemonuraceae Karehed, 2001

Asterales
- Alseuosmiaceae Airy Shaw, 1965
- Argophyllaceae Takht., 1987
- Asteraceae Bercht. & J.Presl, 1820 (= Compositae Giseke, nom. cons.)
- Calyceraceae R.Br. ex Rich., 1820
- Campanulaceae Juss., 1789
- Goodeniaceae R.Br., 1810
- Menyanthaceae Dumort., 1829
- Pentaphragmataceae J.Agardh, 1858
- Phellinaceae Takht., 1967
- Rousseaceae DC., 1839
- Stylidiaceae R.Br., 1810

Bruniales
- Bruniaceae R.Br. ex DC., 1825
- Columelliaceae D.Don, 1828

Dipsacales
- Adoxaceae E.Mey., 1839 (= Viburnaceae Raf., nom. cons. )
- Caprifoliaceae Juss., 1789

Escalloniales
- Escalloniaceae R.Br. ex Dumort., 1829

Paracryphiales
- Paracryphiaceae Airy Shaw, 1965

### Flora spontanea italiana
Nella flora spontanea italiana del clade Campanulidi sono presenti i seguenti ordini e famiglie (generi con quantità indicativa):
| Ordine       | Famiglie (generi)                                                        |
| ------------ | ------------------------------------------------------------------------ |
| Apiales      | Apiaceae (82), Araliaceae (1), Pittosporaceae (1)                        |
| Aquifoliales | Aquifoliaceae (1)                                                        |
| Asterales    | Asteraceae (120), Campanulaceae (12), Menyanthaceae (2)                  |
| Dipsacales   | Caprifoliaceae (incluse Dipsacaceae e Valerianaceae) (17), Adoxaceae (1) |